# Oculus Memoriae
Der Oculus Memoriae (deutsch: Auge der Erinnerung) ist das älteste Güterverzeichnis des Klosters Eberbach. Das erhaltene Dokument aus dem Jahre 1211 gibt Auskunft über die Besitzlagen der Abtei. Dieser umfasste im 13. Jahrhundert circa 25.000 Morgen in 205 Ortschaften. Verfasser des Dokuments ist der Eberbacher Zisterziensermönch Bernhelm der von 1208 bis 1228 als Notar des Klosters belegt ist.
Nach der Säkularisation des Klosters 1803 gelangte das Verzeichnis für einige Jahre in die Nassauische Landesbibliothek. Von dort aus wurde es an einen Buchbinder weitergegeben, damit die Handschrift als Arbeitsmaterial weiter verwendet werden konnte. Es gelang jedoch dem Diplomaten Wilhelm Dorow 1821 den Oculus Memoriae zu erwerben. Über eine Zwischenstation gelangte die Handschrift dann in den Besitz des Bibliothekar Helfrich Bernhard Hundeshagen der sie 1842 an den Verein für Nassauische Altertumskunde und Geschichtsforschung verkaufte. Dieser übertrug es 1874 in die Obhut des Staatsarchiv in Wiesbaden, wo es bis heute verwahrt wird. Von 1981 bis 1987 erschien eine umfassende quellenkritische mehrbändige Ausgabe des Dokuments.